# Jared Dudley
Jared Dudley (* 10. Juli 1985 in San Diego, Kalifornien) ist ein US-amerikanischer Basketballtrainer und ehemaliger Spieler. Aktuell arbeitet er in seiner ersten Anstellung als Assistenztrainer für das NBA-Team der Dallas Mavericks unter Cheftrainer Jason Kidd.

## Karriere als Spieler (2007–2021)

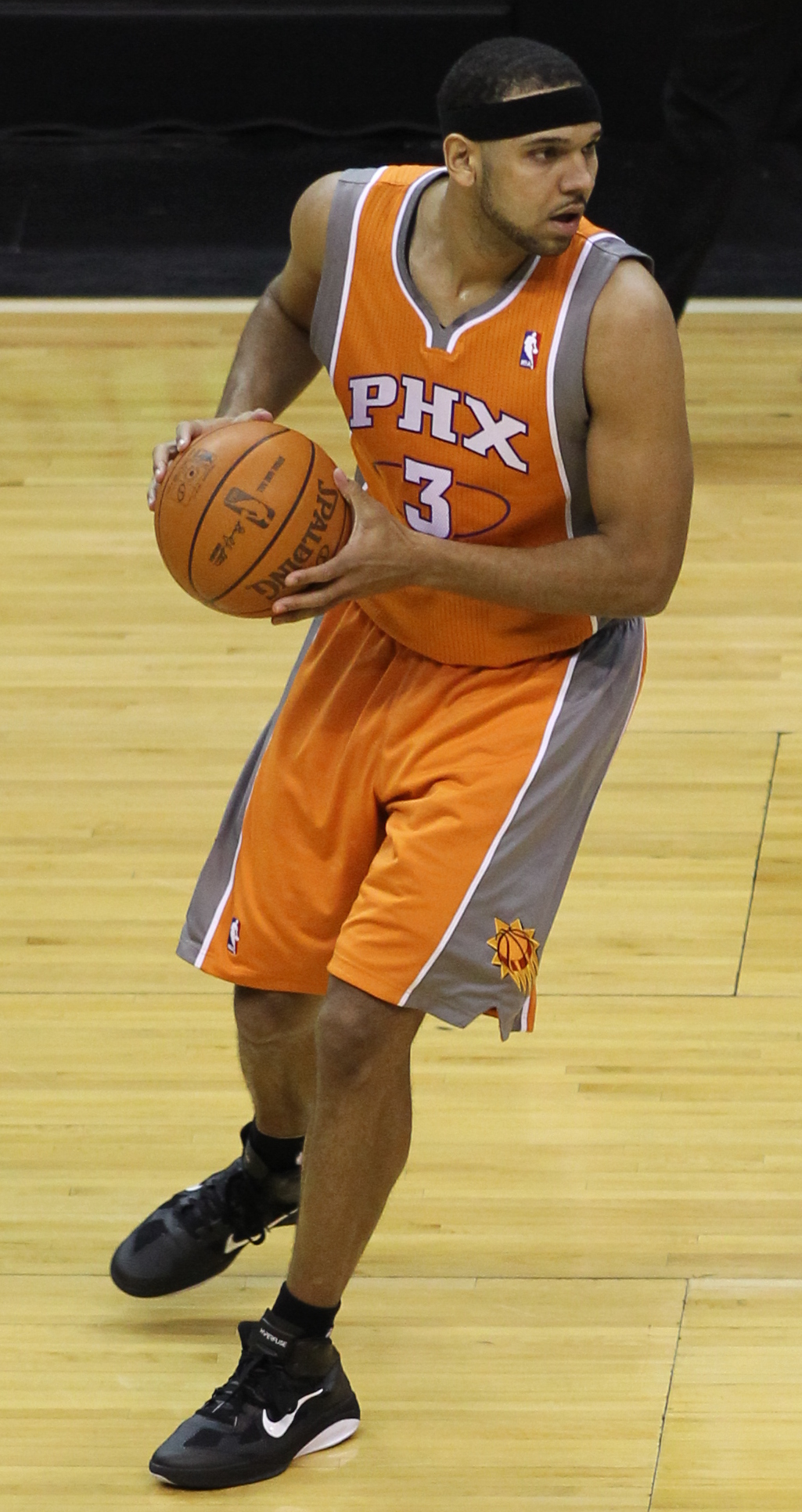
Dudley bei den Suns (2011)

Von 2003 bis 2007 spielte Dudley für das Boston College. In seiner Collegezeit erzielt er in 130 Spielen 2.071 Punkte. In seinem Senior-Jahr wurde er zum Spieler des Jahres der Atlantic Coast Conference gewählt und ins NCAA All-America Second Team berufen.
Anschließend meldete er sich zum NBA-Draft 2007 an. Die Charlotte Bobcats wählten ihn an 22. Stelle. In seiner ersten Saison stand er in 73 Spielen durchschnittlich 19 Minuten auf dem Platz und erzielte dabei 5,8 Punkte. Am 10. Dezember 2008 wurde er zusammen mit Jason Richardson und einem Zweitrunden-Draftpick im Austausch gegen Raja Bell, Boris Diaw und Sean Singletary zu den Phoenix Suns transferiert.
Dort konnte er seine Leistungen kontinuierlich steigern. In seinen ersten beiden kompletten Spielzeiten bestritt er jedes Spiel für die Suns. In der Saison 2009/10 nahm Dudley zum bisher einzigen Mal an den Play-offs teil und spielte in allen 16 Begegnungen für sein Team. Die Suns scheiterten erst im Conference Final mit 2:4 an den Los Angeles Lakers.
In der Saison 2010/11 punktete Dudley im Schnitt erstmals zweistellig. Im folgenden Jahr stand er in 42 der ersten 47 Spiele in der Startaufstellung. Mit über 30 Minuten bei 13 Punkten pro Spiel absolviert er seine nach persönlichen Werten bisher erfolgreichste Saison.
Zur Saison 2013/14 wechselte Dudley innerhalb der Liga und nahm ein Vertragsangebot der Los Angeles Clippers an. Nach nur einem Jahr wurde er zu den Milwaukee Bucks weitertransferiert. Am 9. Juli 2015 wurde Dudley zu den Washington Wizards im Austausch für einen zukünftigen Pick in der zweiten Runde des NBA-Drafts, transferiert. Nach zwei Saisons bei den Phoenix Suns wurde er 2018 im Tausch für Darrell Arthur zu den Brooklyn Nets geschickt.
Am 7. Juli 2019 unterschrieb Dudley einen Vertrag bei den Los Angeles Lakers nach dessen Erfüllung er seine aktive Spielerkarriere beendete.

## Karriere als Trainer
Nach seinem Karriereende schloss er sich im Sommer 2021 als Assistenztrainer dem Coaching Staff der Dallas Mavericks an.

## Erfolge
1× NBA-Champion 2020

## Karriere-Statistiken

### NBA

#### Reguläre Saison
| Saison  | Team                | GP  | GS  | MPG  | FG % | 3P % | FT %  | RPG | APG | SPG | BPG | PPG  |
| ------- | ------------------- | --- | --- | ---- | ---- | ---- | ----- | --- | --- | --- | --- | ---- |
| 2007–08 | Charlotte           | 73  | 14  | 19.0 | .468 | .220 | .737  | 3.9 | 1.1 | 0.8 | 0.1 | 5.8  |
| 2008–09 | Charlotte / Phoenix | 68  | 7   | 17.0 | .477 | .392 | .676  | 3.0 | 0.8 | 0.8 | 0.1 | 5.5  |
| 2009–10 | Phoenix             | 82  | 1   | 24.3 | .459 | .458 | .754  | 3.4 | 1.4 | 1.0 | 0.2 | 8.2  |
| 2010–11 | Phoenix             | 82  | 15  | 26.1 | .477 | .415 | .743  | 3.9 | 1.3 | 1.1 | 0.2 | 10.6 |
| 2011–12 | Phoenix             | 65  | 60  | 31.1 | .485 | .383 | .726  | 4.6 | 1.7 | 0.8 | 0.3 | 12.7 |
| 2012–13 | Phoenix             | 79  | 50  | 27.5 | .468 | .391 | .796  | 3.1 | 2.6 | 0.9 | 0.1 | 10.9 |
| 2013–14 | L.A. Clippers       | 74  | 43  | 23.4 | .438 | .360 | .655  | 2.2 | 1.4 | 0.6 | 0.1 | 6.9  |
| 2014–15 | Milwaukee           | 72  | 22  | 23.8 | .468 | .385 | .716  | 3.1 | 1.8 | 1.0 | 0.2 | 7.2  |
| 2015–16 | Washington          | 81  | 41  | 25.9 | .478 | .420 | .735  | 3.5 | 2.1 | 0.9 | 0.2 | 7.9  |
| 2016–17 | Phoenix             | 64  | 7   | 21.3 | .454 | .379 | .662  | 3.5 | 1.9 | 0.7 | 0.3 | 6.8  |
| 2017–18 | Phoenix             | 48  | 0   | 14.3 | .393 | .363 | .771  | 2.0 | 1.6 | 0.5 | 0.2 | 3.2  |
| 2018–19 | Brooklyn            | 59  | 25  | 20.7 | .423 | .351 | .696  | 2.6 | 1.4 | 0.6 | 0.3 | 4.9  |
| 2019–20 | L.A. Lakers         | 45  | 1   | 8.1  | .400 | .529 | 1.000 | 1.2 | 0.6 | 0.3 | 0.1 | 1.5  |
| Gesamt  | Gesamt              | 892 | 286 | 22.5 | .464 | .393 | .732  | 3.2 | 1.6 | 0.8 | 0.2 | 7.4  |

#### Play-offs
| Saison  | Team          | GP | GS | MPG  | FG % | 3P % | FT %  | RPG | APG | SPG | BPG | PPG |
| ------- | ------------- | -- | -- | ---- | ---- | ---- | ----- | --- | --- | --- | --- | --- |
| 2009–10 | Phoenix       | 16 | 0  | 23.6 | .465 | .424 | .607  | 3.8 | 1.8 | 1.1 | 0.4 | 7.6 |
| 2013–14 | L.A. Clippers | 7  | 0  | 6.4  | .273 | .500 | .000  | 0.9 | 0.3 | 0.1 | 0.0 | 1.3 |
| 2014–15 | Milwaukee     | 6  | 0  | 18.3 | .467 | .571 | .571  | 1.8 | 1.3 | 2.0 | 0.3 | 6.7 |
| 2018–19 | Brooklyn      | 4  | 2  | 20.5 | .273 | .222 | 1.000 | 0.5 | 2.8 | 0.8 | 0.3 | 3.0 |
| 2019–20 | L.A. Lakers   | 9  | 0  | 3.4  | .000 | .000 | .000  | 0.2 | 0.0 | 0.4 | 0.1 | 0.0 |
| Gesamt  | Gesamt        | 42 | 2  | 15.4 | .423 | .418 | .641  | 1.9 | 1.2 | 0.9 | 0.2 | 4.4 |